# IPadOS 15
IPadOS 15 is een mobiel besturingssysteem voor iPads dat is ontwikkeld door Apple Inc. en uitgebracht op 20 september 2021.

## Beschrijving
Verbeteringen zijn aangebracht aan onder meer het thuisscherm, widgets, Kaarten, Meldingen en de appbibliotheek. Daarbij introduceert iPadOS 15 een nieuwe gebruikersinterface voor gelijktijdige apps (multitasking) en webbrowser Safari.
Het is met Universele bediening mogelijk om met een enkel toetsenbord en muis meerdere apparaten, zoals Mac-computers en iPads, te besturen. Men heeft een vertaalapp toegevoegd, een optie voor batterijbesparing en schermdeling. Met Livetekst kan tekst worden herkend in foto's. Ook is SharePlay aanwezig, waarbij een FaceTime-gesprek doorgaat op de achtergrond, en gebruikers kunnen gelijktijdig naar video kijken of muziek luisteren op aparte iPads.

## Ondersteunde iPads
IPadOS 15 ondersteunt de volgende iPads:
- iPad Air 2
- iPad Air (derde generatie)
- iPad Air (vierde generatie)
- iPad (vijfde generatie)
- iPad (zesde generatie)
- iPad (zevende generatie)
- iPad (achtste generatie)
- iPad (negende generatie)
- iPad mini 4
- iPad mini (vijfde generatie)
- iPad mini (zesde generatie)
- iPad Pro (alle modellen)